# Абердинский бестиарий

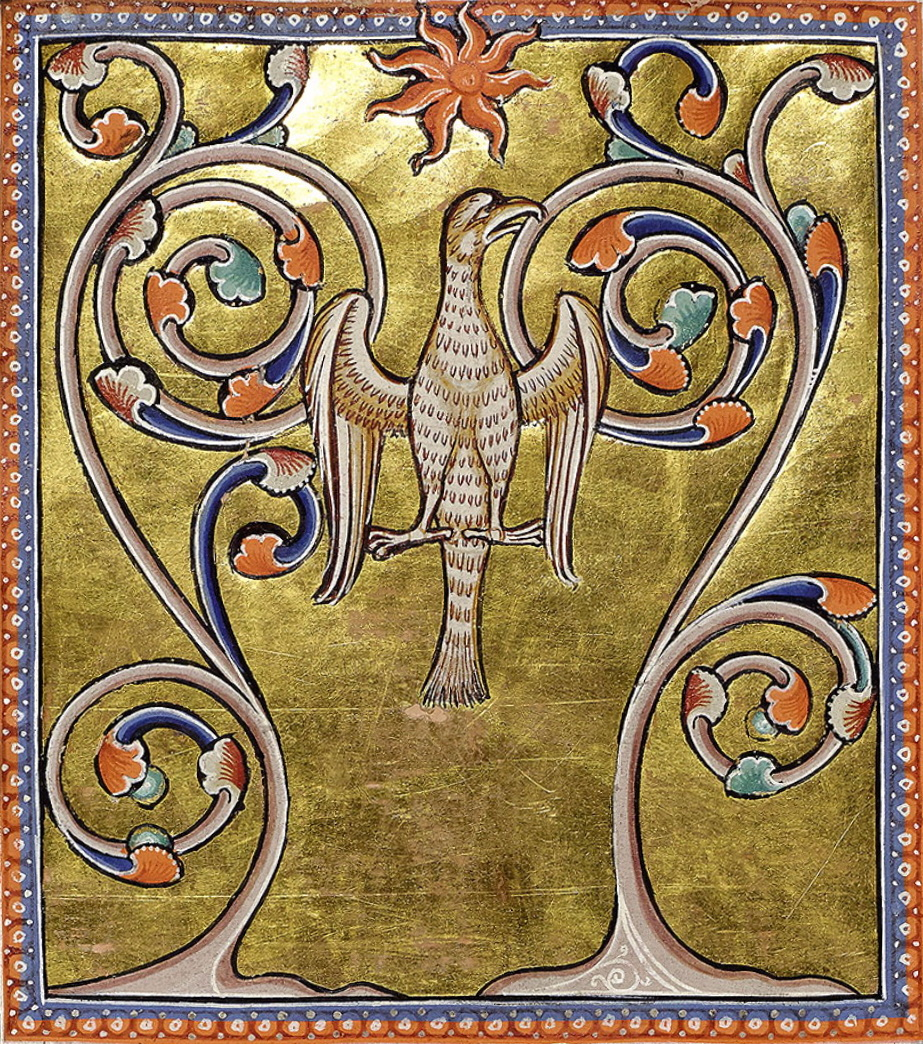
Фолио бестиария 55 версо. Феникс восстаёт из пепла.

Абердинский бестиарий (библиотека Абердинского университета, Univ Lib. MS 24) — английский иллюминированный бестиарий XII века. Впервые был упомянут в 1542 году в описи Старой королевской библиотеки в Вестминстерском дворце. Часто отмечается его связь с древнегреческим дидактическим текстом «Физиолог», или другими средневековыми бестиариями, такими как, к примеру, Эшмольский бестиарий.
Информация о его происхождении и покровителе существует лишь косвенная. Вероятно, он был создан в XII веке и принадлежал зажиточному церковному меценату из северной или южной Англии. В настоящее время оригинал бестиария находится в библиотеке Абердинского университета в Шотландии.

## История
Ксения Муратова, профессор истории искусства, считает Абердинский и Эшмольский бестиарии «работой разных художников, принадлежащих к одной и той же художественной среде». Из-за их поразительного сходства их часто сравнивают и описывают как «сестринские рукописи». Медиевист М. Р. Джеймс считал Абердинский бестиарий копией Эшмольского, эту точку зрения разделяют и многие другие историки искусства.

## Творение

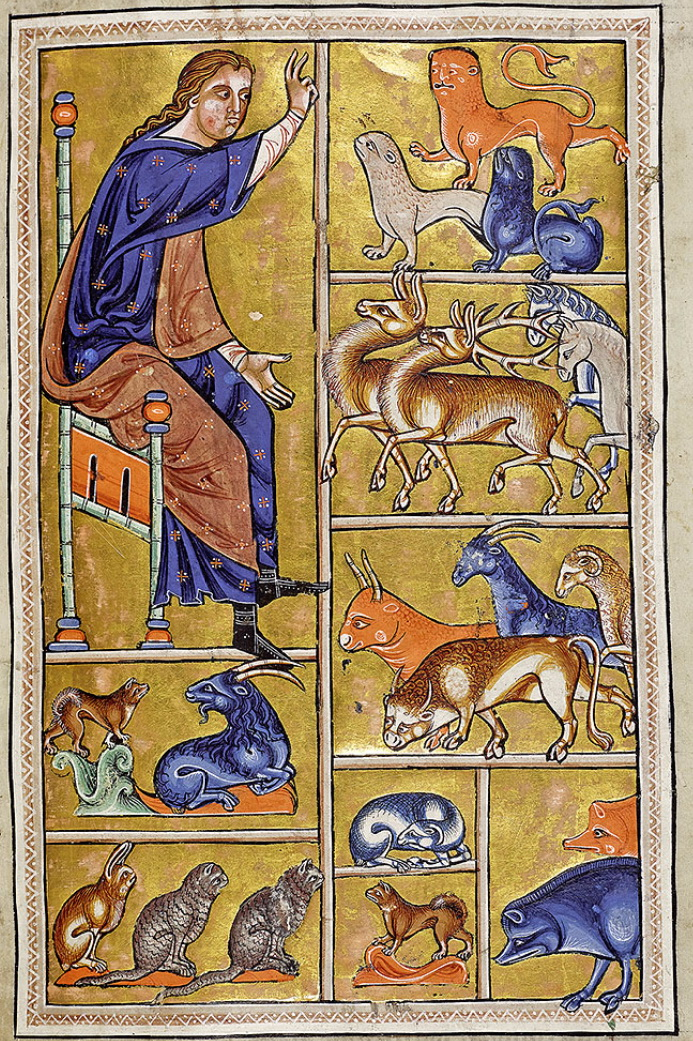
Фолио 5 ректо. Адам даёт имена животным.

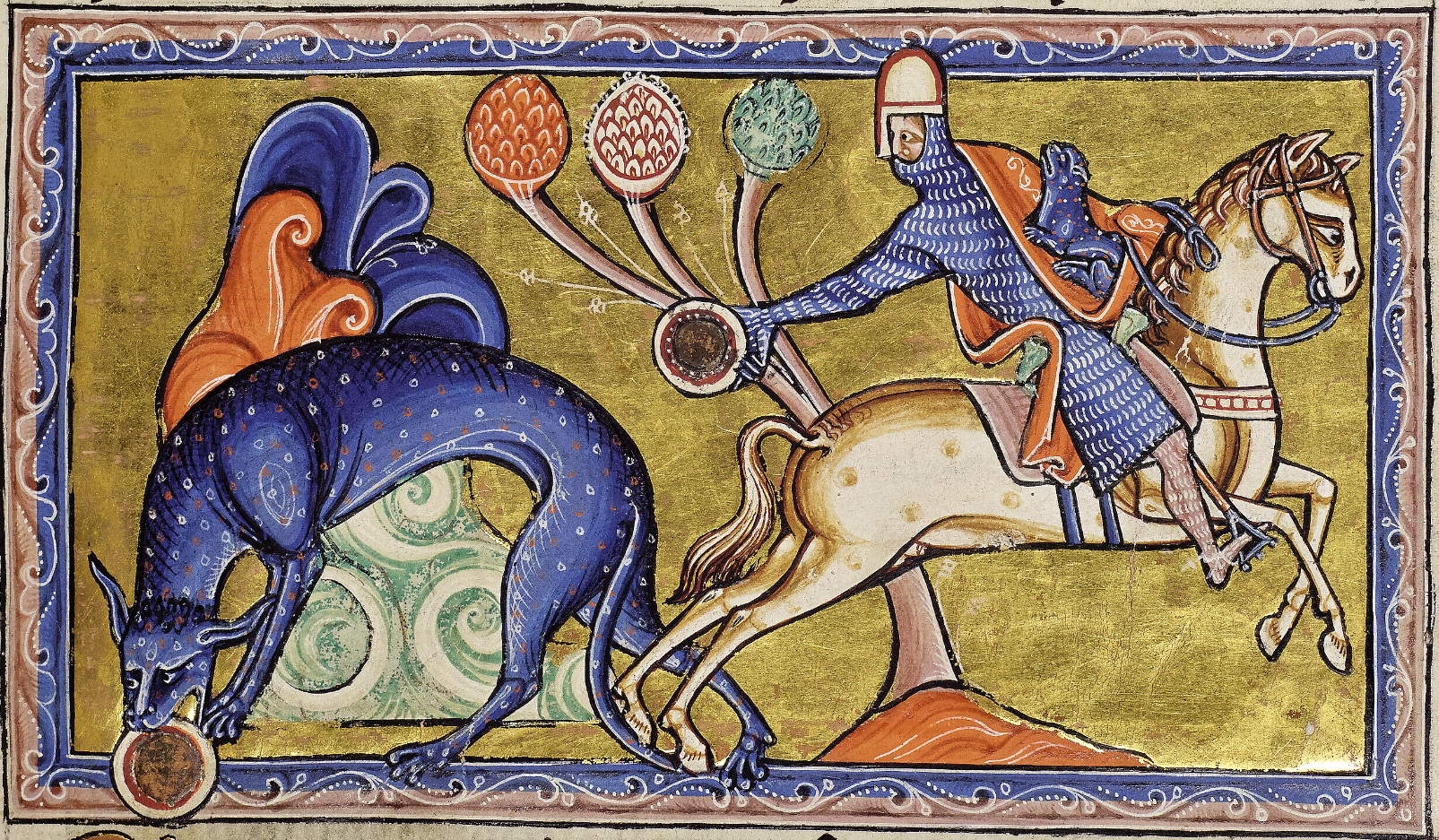
Фолио 8 ректо. Тигр (Tigris).

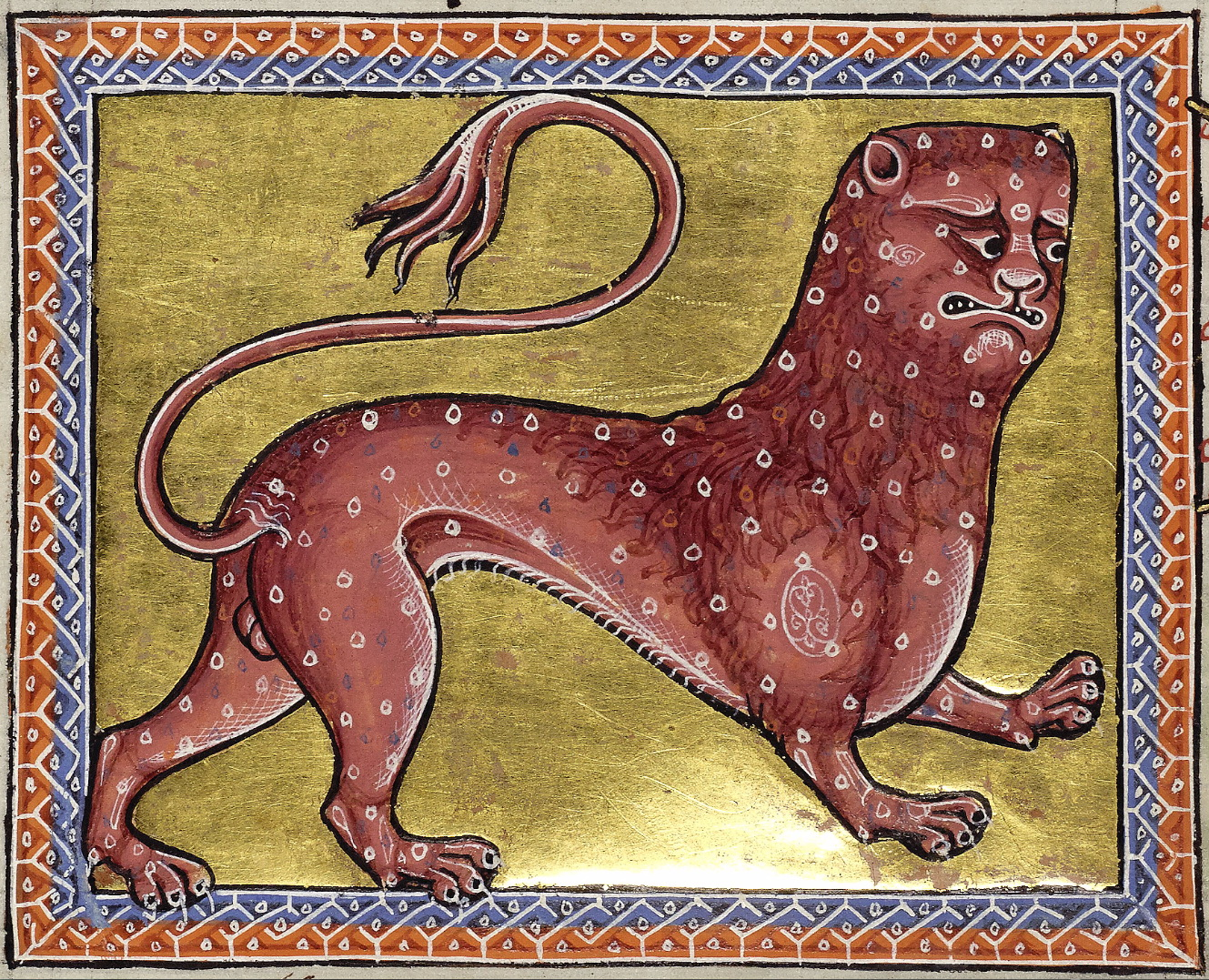
Фолио 8 версо. Пардус (Pardus).

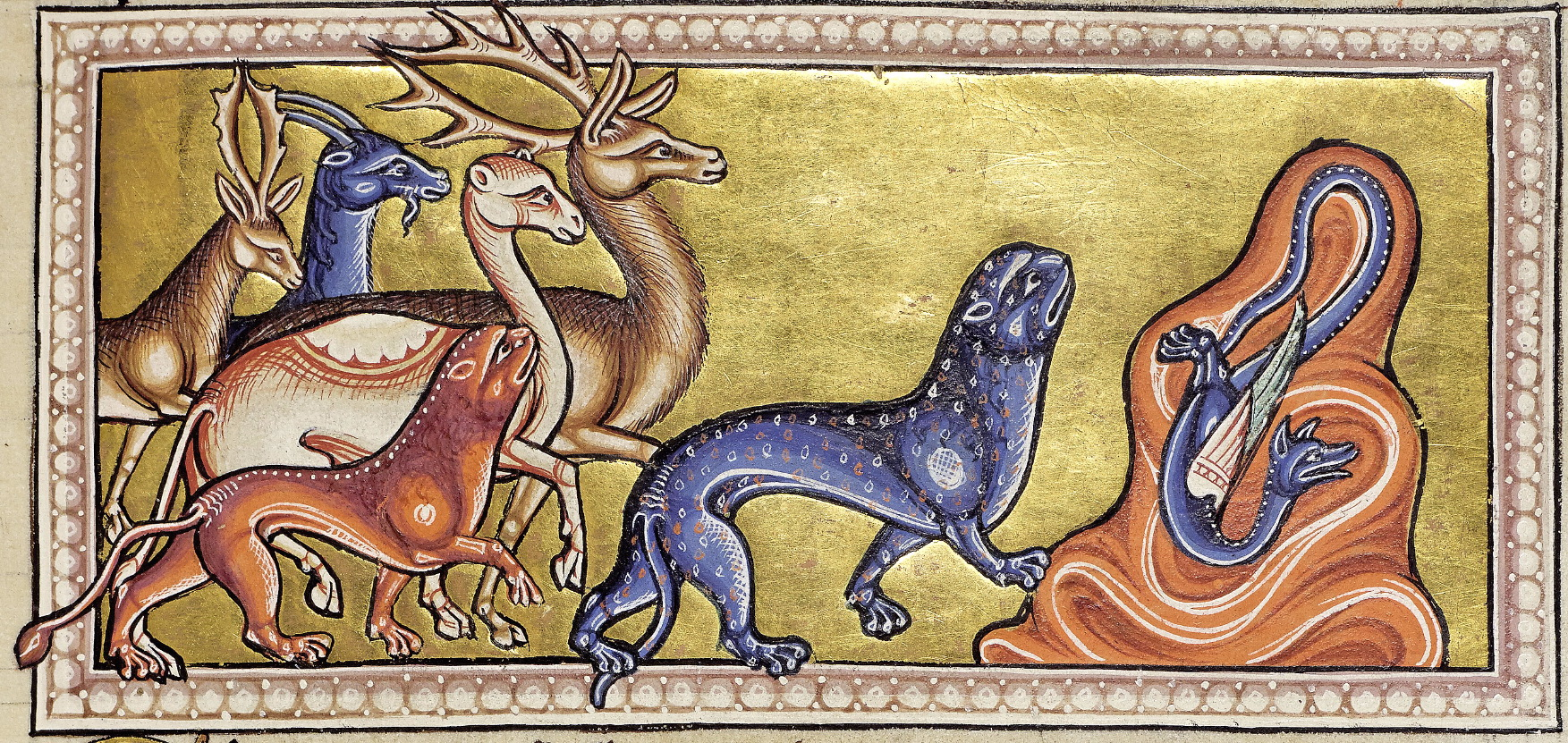
Фолио 9 ректо. Пантера (Panther).

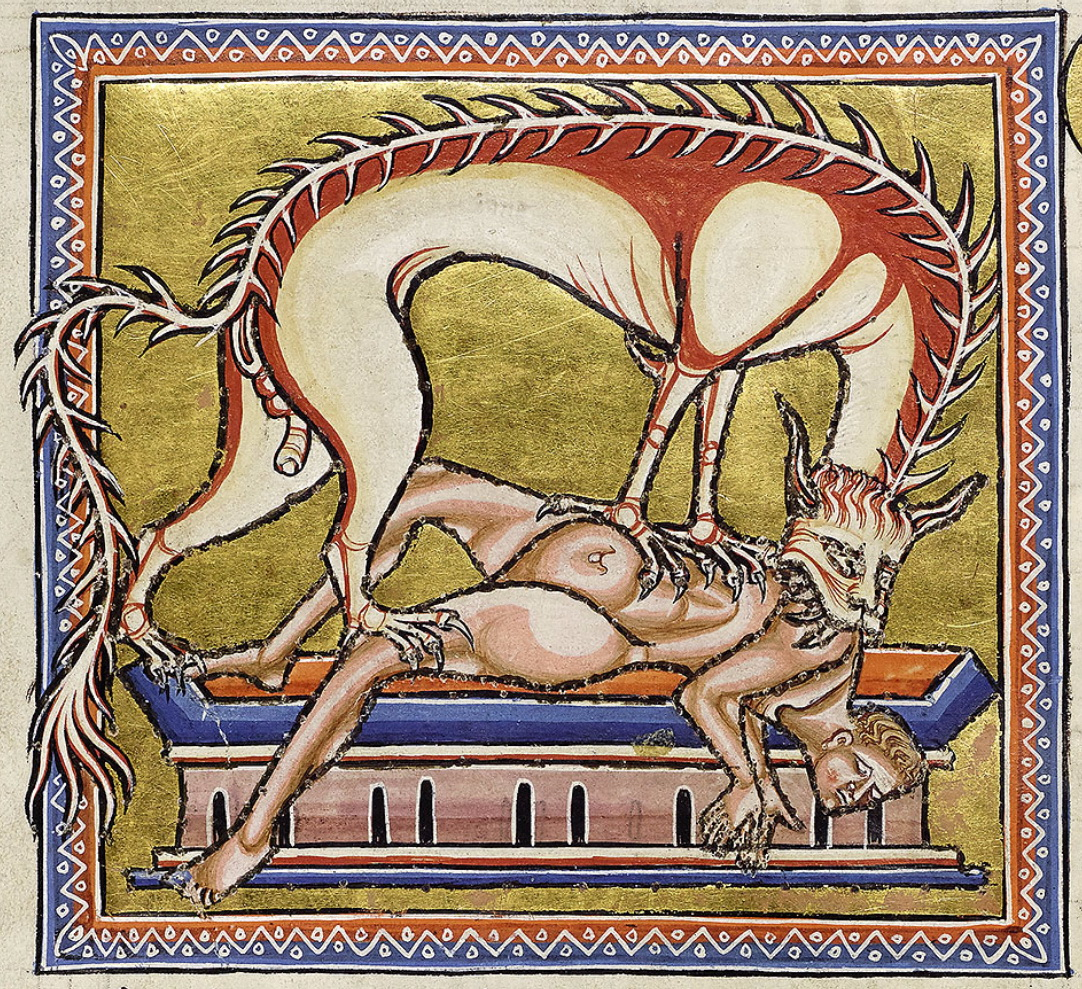
Фолио 11 версо. Гиена (Yena).

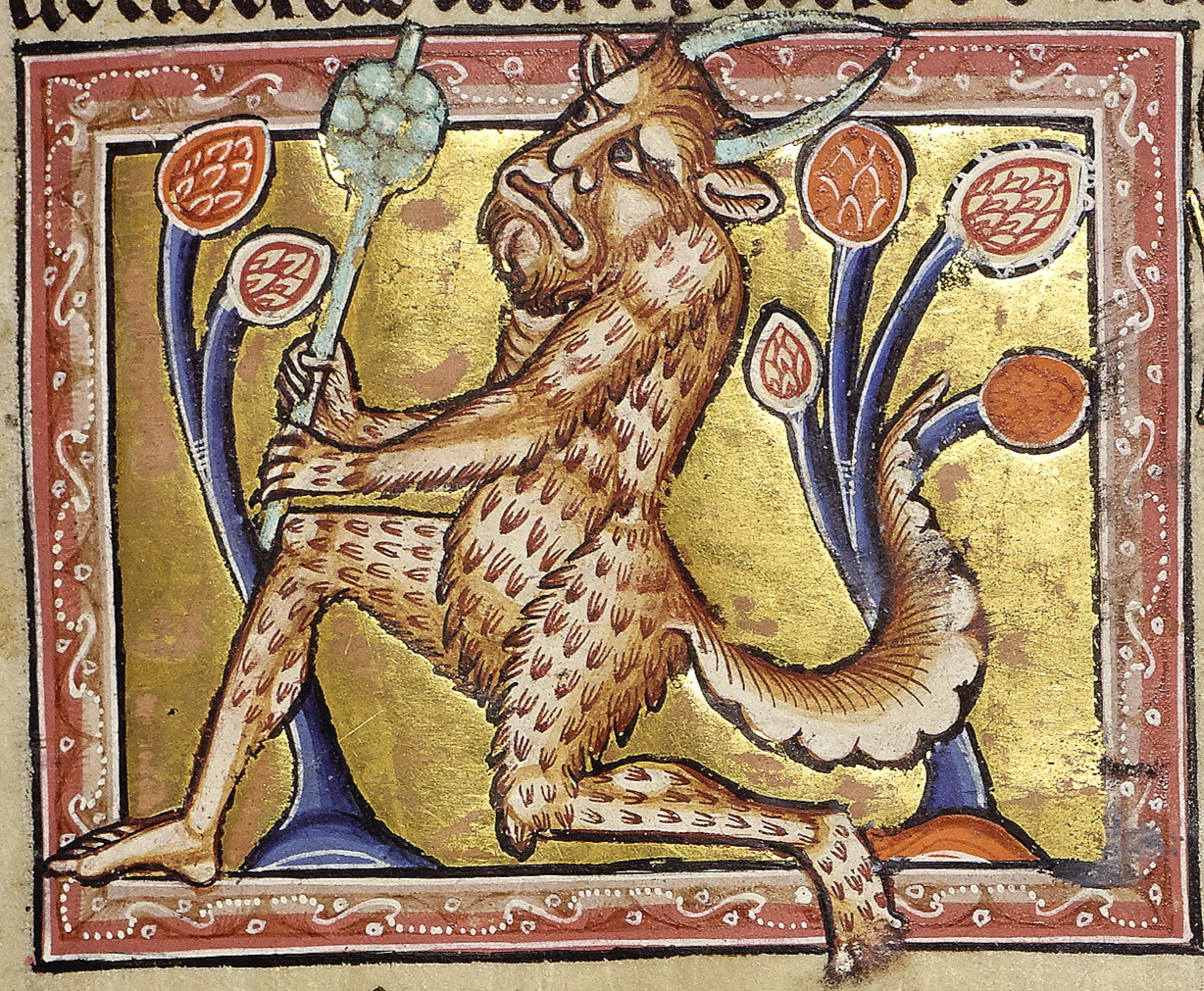
Фолио 13 ректо. Сатир (Satyrs).

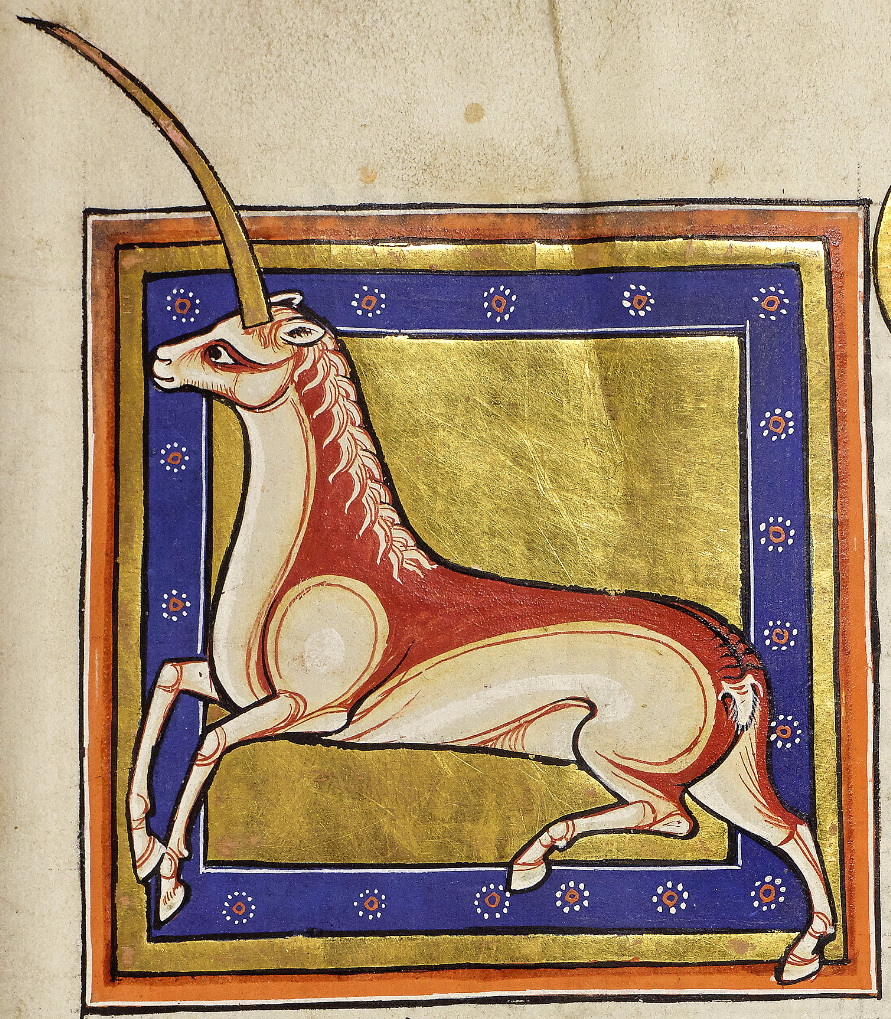
Фолио 15 ректо. Моноцерос (Monoceros).

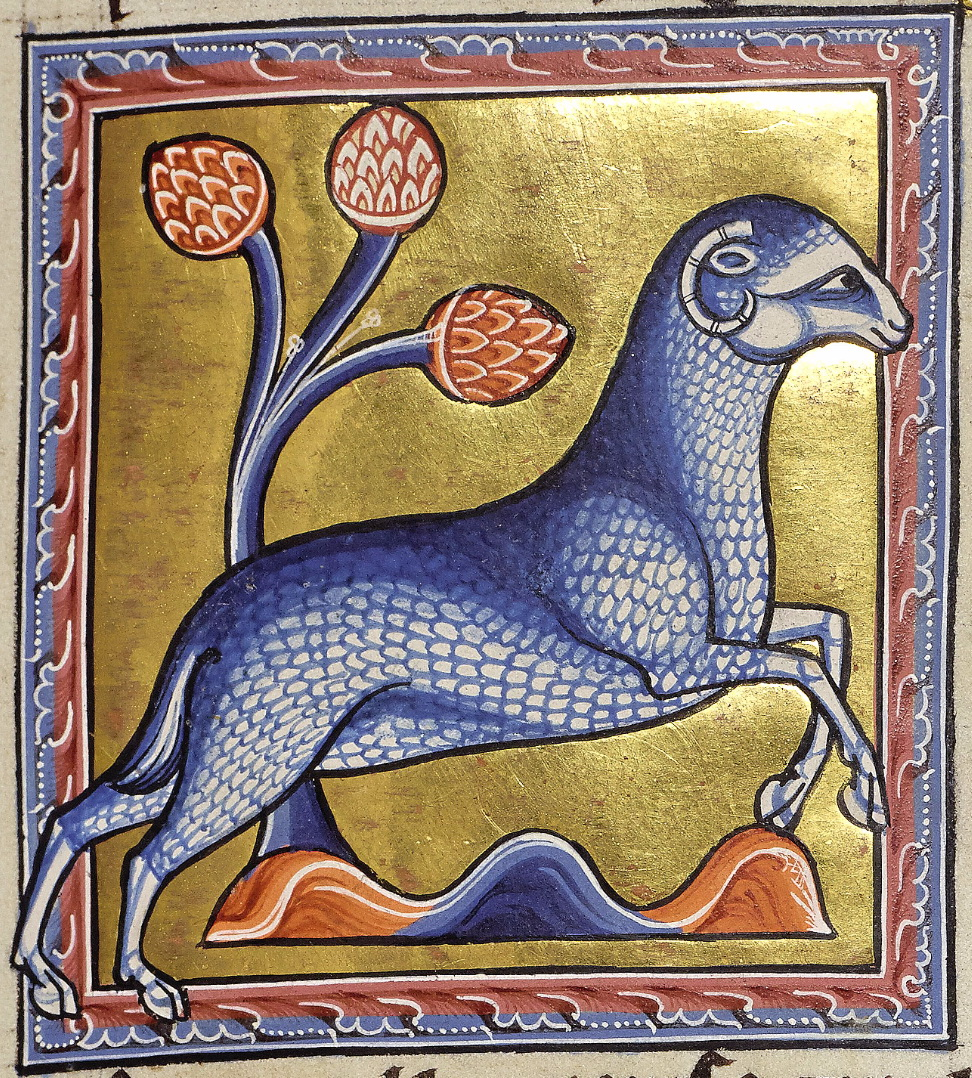
Фолио 21 ректо. Овца (Aries).

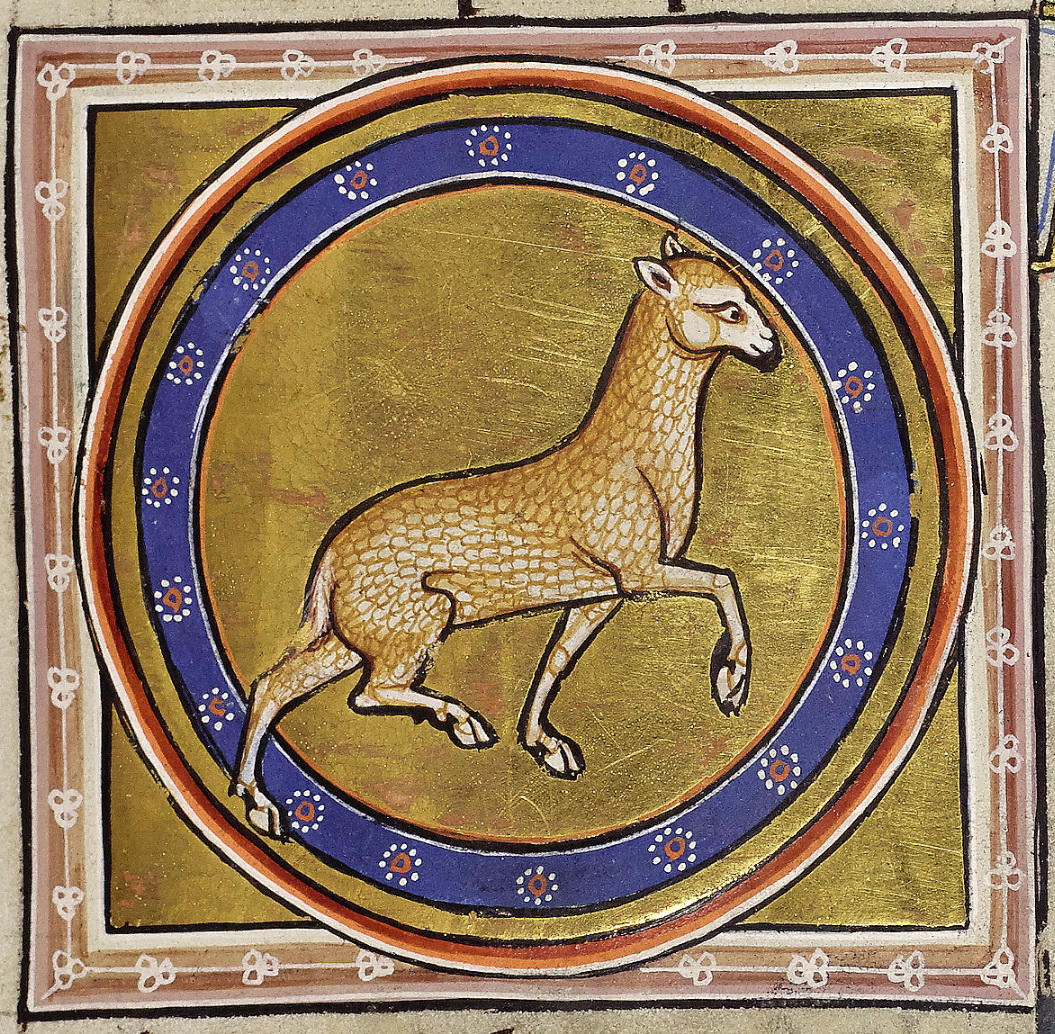
Фолио 21 ректо. Ягнёнок (Agnus).

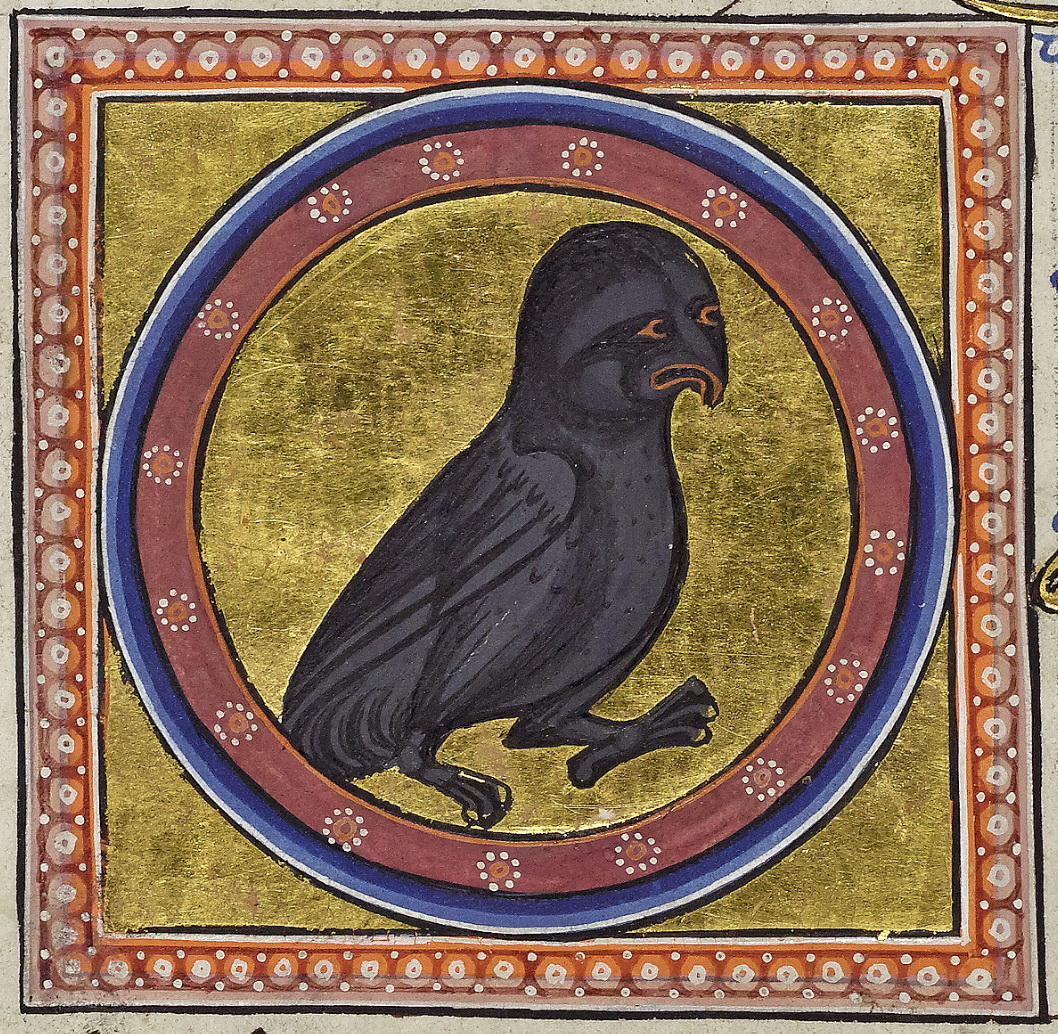
Фолио 35 версо. Кваква (Nicticorax)

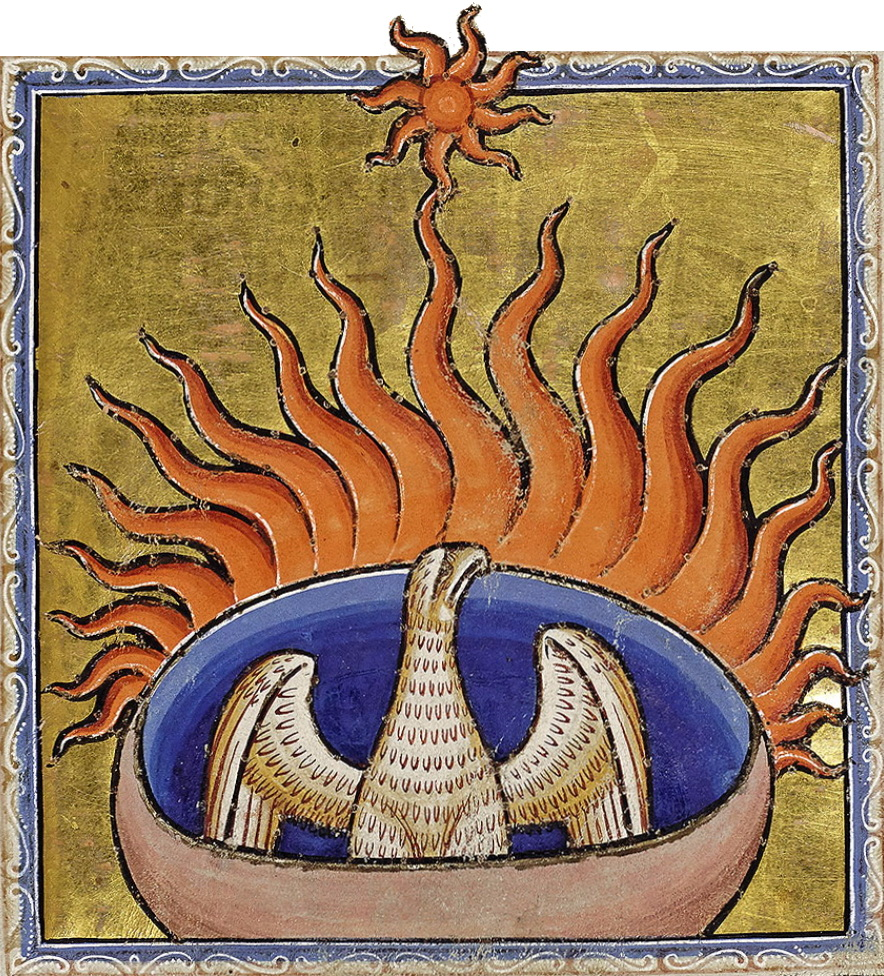
Фолио 56 ректо. Феникс (Fenix).

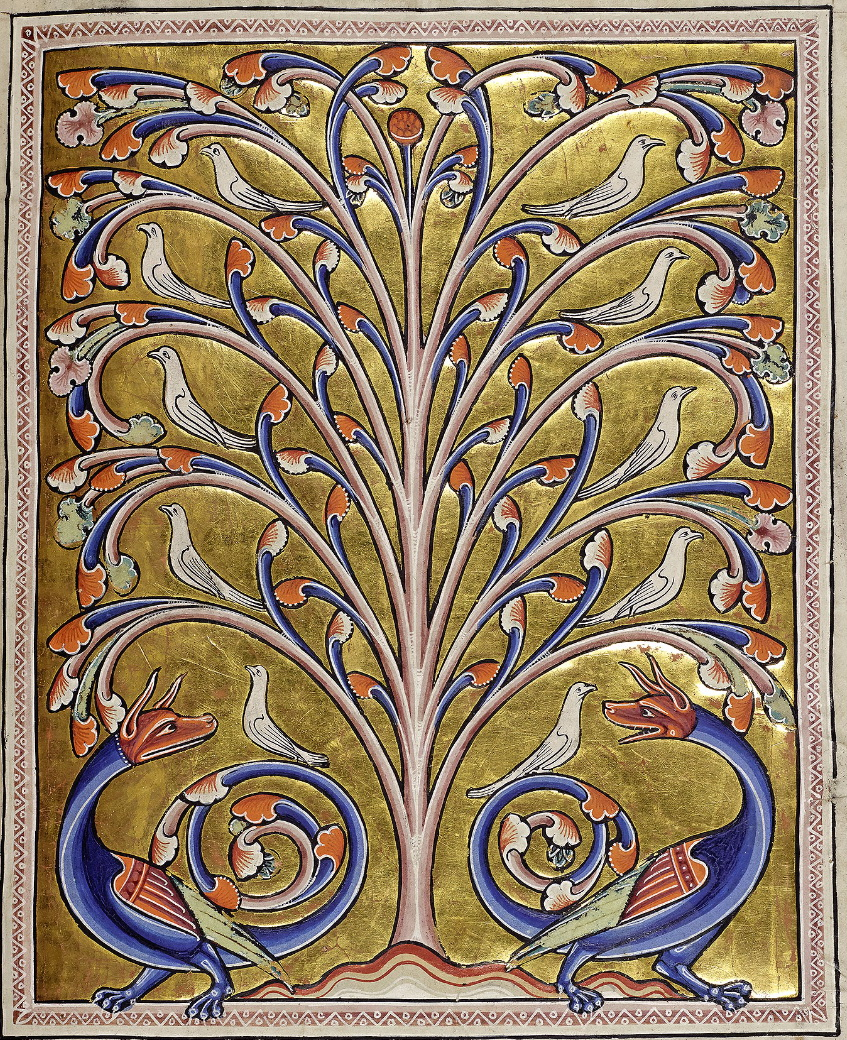
Фолио 65 ректо. Дерево перидексион (Perindens).

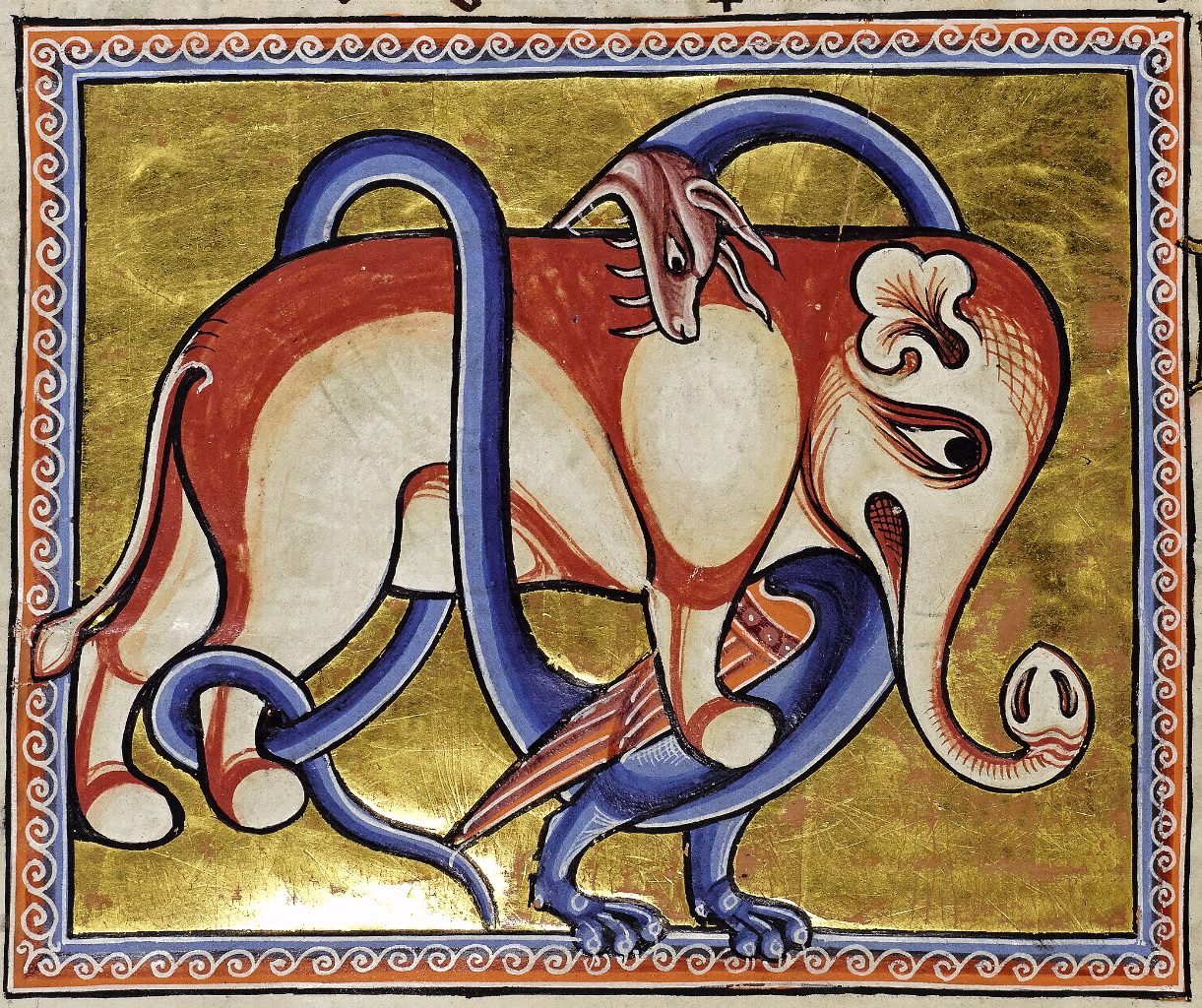
Фолио 65 версо. Дракон (Draco).

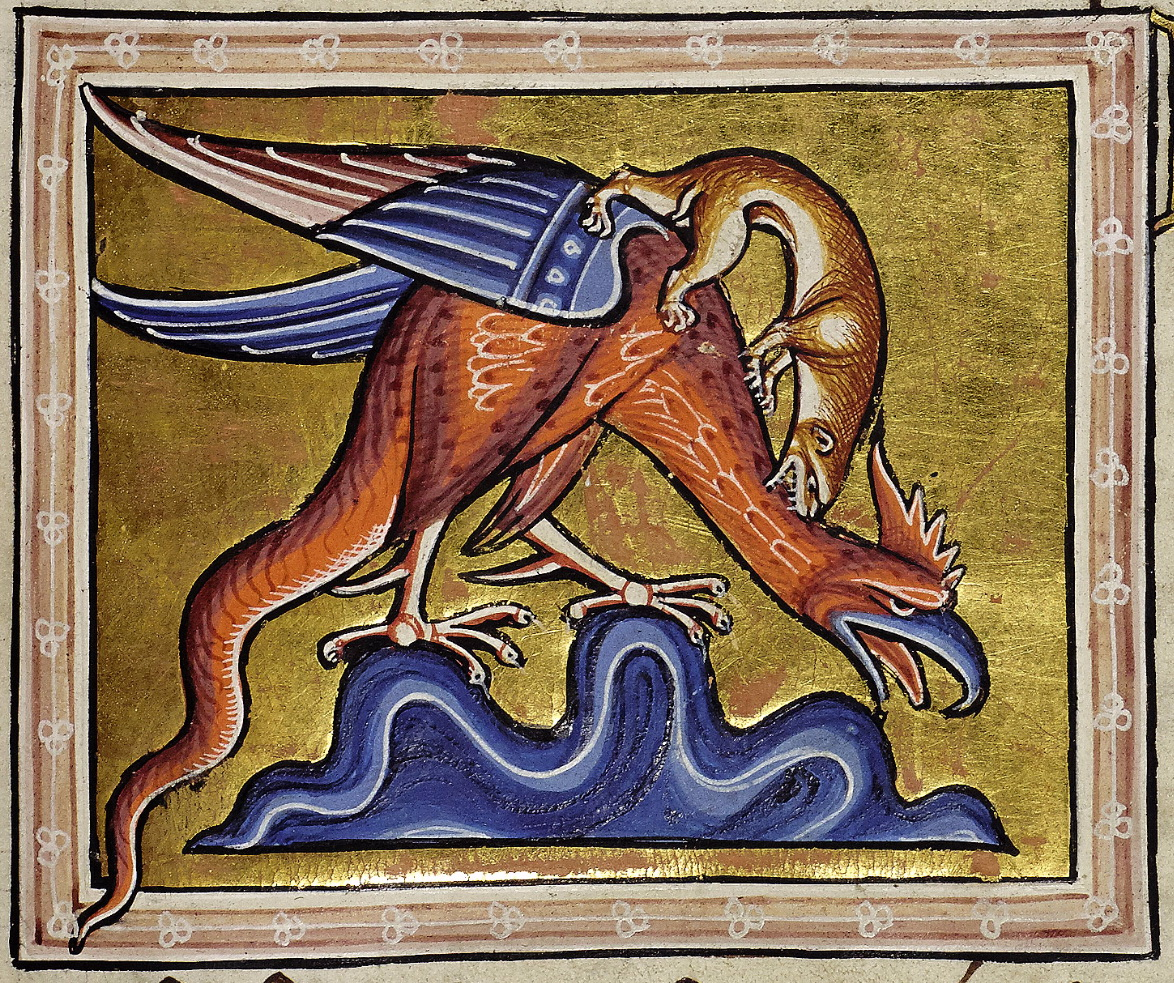
Фолио 66 ректо. Василиск (Basiliscus).

- Фолио 1 ректо: сотворение небес и земли (Бытие, 1: 1-5).
- Фолио 1 версо: создание воды и тверди небесной (Бытие, 1: 6-8).
- Фолио 2 ректо: создание птиц и рыб (Бытие, 1: 20-23).
- Фолио 2 версо: создание животных (Бытие, 1: 24-25).
- Фолио 3 ректо: создание человека (Бытие, 1: 26-28, 31; 2: 1-2).
- Фолио 5 ректо: Адам даёт имена животным (Исидор Севильский, Этимологии, книга XII, i, 1-2).
- Фолио 5 версо: животное (Animal) (Исидор Севильский, Этимологии, книга XII, i, 3)
- Фолио 5 версо: четвероногое (Quadrupes) (Исидор Севильский, Этимологии, книга XII, i, 4)
- Фолио 5 версо: скот (Pecus) (Исидор Севильский, Этимологии, книга XII, i, 5-6)
- Фолио 5 версо: вьючное животное (Iumentum) (Исидор Севильский, Этимологии, книга XII, i, 7)
- Фолио 5 версо: стадо (Armentum) (Исидор Севильский, Этимологии, книга XII, i, 8)

## Звери (Bestiae)
- Фолио 7 ректо: лев (Leo) (Физиолог, Глава 1; Исидор Севильский, Этимологии, книга XII, ii, 3-6)
- Фолио 8 ректо: тигр (Tigris) (Исидор Севильский, Этимологии, книга XII, ii, 7)
- Фолио 8 версо: пардус[англ.] (Pard) (Исидор Севильский, Этимологии, книга XII, ii, 10-11)
- Фолио 9 ректо: пантера[англ.] (Panther) (Физиолог, Глава 16; Исидор Севильский, Этимологии, книга XII, ii, 8-9)

После фолио 9 версо отсутствует несколько листов, на которых должны были быть: антилопа (Antalops), единорог (Unicornis), рысь (Lynx), грифон (Gryps) и часть слона (Elephans).
- Фолио 10 ректо: слон (Elephans) (Исидор Севильский, Этимологии, книга XII, ii, 14; Физиолог, Глава 43; Амвросий, Шестоднев, книга VI, 35; Солин, Collectanea rerum memorabilium Архивная копия от 1 января 2007 на Wayback Machine, ххv, 1-7)
- Фолио 11 ректо: бобёр (Castor)
- Фолио 11 ректо: горный козёл (Ibex) (Hugh of Fouilloy[англ.], II, 15)
- Фолио 11 версо: гиена (Yena) (Физиолог, Глава 24; Солин, Collectanea rerum memorabilium, хxvii, 23-24)
  - Фолио 12 ректо: крокотта (Crocotta) (Солин, Collectanea rerum memorabilium, хxvii, 26)
- Фолио 12 ректо: Бонакон (Bonnacon) (Солин, Collectanea rerum memorabilium, хl, 10-11)
- Фолио 12 версо: обезьяна (Simia)
- Фолио 13 ректо: сатир (Satyrs)
- Фолио 13 ректо: олень (Cervus)
- Фолио 14 версо: козёл (Caper)
- Фолио 14 версо: безоаровый козёл (Caprea)
- Фолио 15 ректо: моноцерос[англ.] (Monoceros) (Солин, Collectanea rerum memorabilium, lii, 39-40)
- Фолио 15 ректо: медведь (Ursus)
- Фолио 15 версо: левкрота[англ.] (Leucrota) (Solinus, Collectanea rerum memorabilium, lii, 34)

После фолио 15 версо отсутствует несколько листов, на которых должны были быть: крокодил (Crocodilus), мантикора (Mantichora) и часть парандруса (Parandrus).
- Фолио 16 ректо: парандрус[англ.] (Parandrus) (Солин, Collectanea rerum memorabilium, ХХХ, 25)
- Фолио 16 ректо: лиса (Vulpes)
- Фолио 16 версо: йейл (Eale) (Солин, Collectanea rerum memorabilium, lii, 35)
- Фолио 16 версо: волк (Lupus)
- Фолио 18 ректо: собака (Canis)

## Домашний скот (Pecora)
- Фолио 20 версо: овца (Ovis) (Исидор Севильский, Этимологии, книга XII, i, 9; Амвросий, Шестоднев, книга VI, 20)
- Фолио 21 ректо: валух (Vervex) (Исидор Севильский, Этимологии, книга XII, i, 10)
  - Фолио 21 ректо: баран (Aries) (Исидор Севильский, Этимологии, книга XII, i, 11)
- Фолио 21 ректо: ягнёнок (Agnus) (Исидор Севильский, Этимологии, книга XII, i, 12; Амвросий, Шестоднев, книга VI, 28)
- Фолио 21 ректо: домашний козёл (Hircus) (Исидор Севильский, Этимологии, книга XII, i, 14)
  - Фолио 21 версо: козлёнок (Hedus) (Исидор Севильский, Этимологии, книга XII, i, 13)
- Фолио 21 версо: вепрь (Aper) (Исидор Севильский, Этимологии, книга XII, i, 27)
- Фолио 21 версо: телёнок (Iuvencus) (Исидор Севильский, Этимологии, книга XII, i, 28)
  - Фолио 21 версо: бык (Taurus) (Исидор Севильский, Этимологии, книга XII, i, 29)

После фолио 21 версо отсутствуют два листа, на которых должны были быть: вол (Bos), верблюд (Camelus), дромадер (Dromedarius), осёл (Asinus), кулан (Onager) и часть лошади (Equus).
- Фолио 22 ректо: лошадь (Equus) (Исидор Севильский, Этимологии, книга XII, i, 41-56; Hugh of Fouilloy[англ.], III, ххііі)
  - Фолио 23 ректо: мул (Mulus) (Исидор Севильский, Этимологии, книга XII, i, 57-60)

## Мелкие животные (Minuta animala)
- Фолио 23 версо: кошка (Musio) (Исидор Севильский, Этимологии, книга XII, ii, 38)
- Фолио 23 версо: мышь (Mus) (Исидор Севильский, Этимологии книга XII, iii, 1)
- Фолио 23 версо: хорёк (Mustela) (Исидор Севильский, Этимологии, книга XII, iii, 2; Физиолог, Глава 21)
- Фолио 24 ректо: крот (Talpa) (Исидор Севильский, Этимологии, книга XII, iii, 5)
- Фолио 24 ректо: ёж (Ericius) (Исидор Севильский, Этимологии, книга XII, iii, 7; Амвросий, Шестоднева, VI, 20)
- Фолио 24 версо: муравей (Formica) (Физиолог, 12; Амвросий, Шестоднев, книга VI, 16, 20)

## Птицы (Aves)
- Фолио 25 ректо: птицы (Avis)
- Фолио 25 версо: голубь (Columba)
- Фолио 26 ректо: голубь и ястреб (Columba et Accipiter)
- Фолио 26 версо: голубь (Columba)
- Фолио 29 версо: Северный ветер и Южный ветер (Aquilo et Auster ventus)
- Фолио 30 ректо: ястреб (Accipiter)
- Фолио 31 ректо: горлица (Turtur)
- Фолио 32 версо: пальма (Palma)
- Фолио 33 версо: кедр (Cedrus)
- Фолио 34 версо: пеликан (Pellicanus)
- Фолио 35 версо: кваква (Nicticorax)
- Фолио 36 ректо: удод (Epops)
- Фолио 36 версо: сорока (Pica)
- Фолио 37 ректо: ворон (Corvus)
- Фолио 38 версо: петух (Gallus)
- Фолио 41 ректо: страус (Strutio)
- Фолио 44 ректо: гриф (Vultur)
- Фолио 45 версо: журавль (Grus)
- Фолио 46 версо: коршун (Milvus)
- Фолио 46 версо: попугай (Psitacus)
- Фолио 47 ректо: ибис (Ibis)
- Фолио 47 версо: ласточка (Yrundo)
- Фолио 48 версо: аист (Ciconia)
- Фолио 49 версо: чёрный дрозд (Merula)
- Фолио 50 ректо: филин (Bubo)
- Фолио 50 версо: удод (Hupupa)
- Фолио 51 ректо: домовый сыч (Noctua)
- Фолио 51 ректо: летучая мышь (Vespertilio)
- Фолио 51 версо: сойка (Gragulus)
- Фолио 52 версо: соловей (Lucinia)
- Фолио 53 ректо: гусь (Anser)
- Фолио 53 версо: цапля (Ardea)
- Фолио 54 ректо: куропатка (Perdix)
- Фолио 54 версо: зимородок (Alcyon)
- Фолио 55 ректо: лысуха (Fulica)
- Фолио 55 версо: феникс (Fenix)
- Фолио 56 версо: каладриус (Caladrius)
- Фолио 57 версо: перепел (Coturnix)
- Фолио 58 ректо: ворона (Cornix)
- Фолио 58 версо: лебедь (Cignus)
- Фолио 59 ректо: утка (Anas)
- Фолио 59 версо: павлин (Pavo)
- Фолио 61 ректо: орёл (Aquila)
- Фолио 63 ректо: пчела (Apis)

## Змеи и пресмыкающиеся (Serpentes)
- Фолио 64 версо: дерево перидексион (Perindens)
- Фолио 65 версо: змея (Serpens)
- Фолио 65 версо: дракон (Draco)
- Фолио 66 ректо: василиск (Basiliscus)
- Фолио 66 версо: Регул (Regulus)
- Фолио 66 версо: гадюка (Vipera)
- Фолио 67 версо: асписовая гадюка (Aspis)
- Фолио 68 версо: сциталис[англ.] (Scitalis)
- Фолио 68 версо: амфисбена (Anphivena)
- Фолио 68 версо: энудр[англ.] (Ydrus)
- Фолио 69 ректо: боа (Boa)
- Фолио 69 ректо: якул (Iaculus)
- Фолио 69 версо: сирена (Siren)
- Фолио 69 версо: сепс[англ.] (Seps)
- Фолио 69 версо: дипса[англ.] (Dipsa)
- Фолио 69 версо: ящерица (Lacertus)
- Фолио 69 версо: саламандра (Salamndra)
- Фолио 70 ректо: саура (Saura)
- Фолио 70 версо: тритон (Stellio)
- Фолио 71 ректо: О природе змей (De natura serpentium)

## Черви (Vermes)
- Фолио 72 ректо: черви (Vermis)

## Рыбы (Pisces)
- Фолио 72 версо: рыба (Piscis)
- Фолио 73 ректо: кит (Balena)
- Фолио 73 ректо: рыба-пила (Serra)
- Фолио 73 ректо: дельфин (Delphinus)
- Фолио 73 версо: морская свинья (Porcus marinus)
- Фолио 73 версо: крокодил (Crocodrillus)
  - Фолио 73 версо: кефаль (Mullus)
- Фолио 74 ректо: рыба (Piscis)

## Деревья (Arbories)
- Фолио 77 версо: дерево (Arbor)
- Фолио 78 версо: фикус (Ficus)
- Фолио 79 ректо: деревья (Item de arboribus)
  - Фолио 79 ректо: шелковица
  - Фолио 79 ректо: явор
  - Фолио 79 ректо: лещина
  - Фолио 79 ректо: орехи
  - Фолио 79 ректо: миндаль
  - Фолио 79 ректо: каштан
  - Фолио 79 версо: дуб
  - Фолио 79 версо: бук
  - Фолио 79 версо: рожковое дерево
  - Фолио 79 версо: фисташка
  - Фолио 79 версо: сосна
  - Фолио 79 версо: сосна
  - Фолио 79 версо: пихта
  - Фолио 79 версо: кедр
  - Фолио 80 ректо: кипарис
  - Фолио 80 ректо: можжевельник
  - Фолио 80 ректо: платан
  - Фолио 80 ректо: дуб
  - Фолио 80 ректо: ясень
  - Фолио 80 ректо: ольха
  - Фолио 80 версо: вяз
  - Фолио 80 версо: тополь
  - Фолио 80 версо: ива
  - Фолио 80 версо: ива прутовидная
  - Фолио 80 версо: самшит

## Природа человека (Natura hominis)
- Фолио 80 версо: Исидор о природе человека (Ysidorus de natura hominis)
- Фолио 89 ректо: Исидор о частях тела человека (Ysidorus de membris hominis)
- Фолио 91 ректо: О возрасте человека (De etate hominis)

## Камни (Lapides)
- Фолио 93 версо: камень, дающий огонь (Lapis ignifer)
- Фолио 94 версо: бриллиант (Lapis adamas)
- Фолио 96 ректо: мирмеколеон (Mermecoleon)
- Фолио 96 версо: стих (Versus)
- Фолио 97 ректо: камень в фундаменте стены (Lapis in fundamento muri)
  - Фолио 97 ректо: 1-й камень, яшма
  - Фолио 97 ректо: 2-й камень, сапфир
  - Фолио 97 ректо: 3-й камень, халцедон
  - Фолио 97 версо: 4-й камень, изумруд
  - Фолио 98 ректо: 5-й камень, оникс
  - Фолио 98 ректо: 6-й камень, сердолик
  - Фолио 98 версо: 7-й камень, хризоберилл
  - Фолио 98 версо: 8-й камень, берилл
  - Фолио 99 ректо: 9-й камень, топаз
  - Фолио 99 версо: 10-й камень, хризопраз
  - Фолио 99 версо: 11-й камень, гиацинт
  - Фолио 100 ректо: 12-й камень, аметист
- Фолио 100 ректо: О камнях и о том, что они могут сделать (De effectu lapidum)